# تلمبه گلشن (رفسنجان)
تلمبه گلشن یک منطقهٔ مسکونی در ایران است که در دهستان کشکوئیه واقع شده‌است. تلمبه گلشن ۳۳ نفر جمعیت دارد.